# Lasse Horne Kjældgaard
Lasse Horne Kjældgaard (født 2. juni 1974 i Hjørring ) professor i dansk litteratur ved Syddansk Universitet og leder af H.C. Andersen-Centret sammesteds. Han er cand.mag. i dansk og engelsk, 2000, og ph.d. , 2005, i nordisk litteratur fra  Københavns Universitet samt dr.phil. fra Roskilde Universitet, 2017. Han forsker i forholdet mellem litteraturens udvikling og andre historiske, sociale og idémæssige processer. Et tilbagevendende spørgsmål er, hvordan fiktion igennem tiden er blevet brugt som et værktøj til at tænke over – og håndtere – store og komplekse problemer.
Kjældgaard er en af grundlæggerne af forskningen i velfærdsstat og litteratur og har udviklet forskningen i dansk litteratur i nye kulturvidenskabelige og interdisciplinære retninger. Med doktordisputatsen Meningen med velfærdsstaten (2017, forkortet udgave 2018) undersøgte han velfærdsstatens karakter af politisk og socialt eksperiment og analyserede fiktionens rolle i eksperimentet. Tidligere har han i Sjælen efter døden: Guldalderens moderne gennembrud (2007) tegnet et nyt billede af 1830-40’erne i dansk kultur og litteratur – som en omvæltningstid, hvor store politiske, religiøse og æstetiske spørgsmål kom i spil.
Som forsker har Kjældgaard været med til at etablere en videnskabelig udgave af Karen Blixens forfatterskab (2007-2020) og til at nyfortolke hendes værk som verdenslitteratur. 2016-2019 var han leder af Semper Ardens-projektet Digital Currents , der etablerede en ny videnskabelig, flersproget og digitalt tilgængelig udgave af Georg Brandes’ Hovedstrømninger i det 19de Aarhundredes Litteratur (1872-1890) og leverede forskning i værket som et væsentligt bidrag til formuleringen af en moderne europæisk identitet og som et pionerværk i udviklingen af en internationalt orienteret litteraturvidenskab. Sideløbende har han ydet en indsats som formidler, bl.a. som anmelder ved Politiken, 2003-2019, som redaktør af kulturtidsskriftet Kritik, 2004-2012, og som vært på P1-programmet Det fælles bedste i 2018.
Kjældgaard har tidligere været lektor i dansk litteratur ved Københavns Universitet, 2007-2014, og direktør for Det Danske Sprog- og Litteraturselskab, 2011-2015, samt professor i dansk litteratur ved Roskilde Universitet fra 2015 indtil 2020, hvor han blev kaldet til et professorat ved Syddansk Universitet. Han har været på studie- og forskningsophold ved bl.a. Harvard, UC Berkeley og Humboldt Universität.

## Bøger
- The Original Age of Anxiety. Essays on Kierkegaard and his Contemporaries, 2021.
- Meningen med velfærdsstaten. Da litteraturen tog ordet – og politikerne lyttede, København: Gyldendal, 2018. Forkortet og redigeret udg. af Meningen med velfærdsstaten. Velfærdsstatsdebat og dansk litteratur 1950-1980, disputats, Roskilde Universitet, 2017.
- Litteratur. En introduktion til analyse og teori (red. sm. m. Lis Møller, Dan Ringgaard, Lilian Munk Rösing, Peter Simonsen og Mads Rosendahl Thomsen). Aarhus: Aarhus Universitetsforlag, 2012, 2. rev. og udv. udg. 2013. Svensk udgave: Litteratur : introduktion till teori och analys. Lund: Studentlitteratur, 2015, Engelsk udgave: Literature: An Introduction to Theory and Analysis, London: Bloomsbury Academic, 2017.
- Tolerance – eller hvordan man lærer at leve med dem, man hader (sm. m. Thomas Bredsdorff). København: Gyldendal, 2008, Svensk udgave: Tolerans. Hur man lär sig leva med dem man hatar. Stockholm: Santérus Förlag, 2012.
- Sjælen efter døden: Guldalderens moderne gennembrud. København: Gyldendal, 2007.
- Dansk litteraturs historie, bd. 4 (1920-1960), red. Klaus P. Mortensen og May Schack. København: Gyldendal, 2006 (bidrag).
- Mere lys! Indblik i oplysningstiden i dansk litteratur og kultur. (red. sm. m. Mads Julius Elf). Hellerup: Forlaget Spring, 2002. 362 s.
- Mellemhverandre. Tableau og fortælling i Søren Kierkegaards pseudonyme skrifter. Hellerup: Forlaget Spring, 2001.

## Tillidshverv m.v.
Fra 2016 er Kjældgaard medlem af bestyrelsen for Rungstedlundfonden, der driver Karen Blixen Museum i Rungstedlund og forvalter rettighederne over Blixens værk. I 2019 blev han indvalgt som medlem af Det Kongelige Danske Videnskabernes Selskab. Fra 2020 er Kjældgaard udpeget af kulturministeren som medlem af Statens Kunstfonds Legatudvalget for Litteratur. Den 15. juni 2020 blev Lasse Horne Kjældgaard valgt som ny sekretær for Det Danske Akademi. Kjældgaard efterfulgte Søren Ulrik Thomsen, der fortsatte som menigt medlem af akademiet. Fra 2021 er han medlem af bestyrelsen for Tagea Brandts Rejselegat. I 2018 modtog han Dansk Magisterforenings forskningspris.